# Surrogates (film)
Surrogates er en science fiction-film/action-film fra 2009, instrueret af Jonathan Mostow. Filmen er basereret på en tegneserie, der hedder The Surrogates af Robert Venditti og Brett Weldele. Filmen havde biopremiere i Danmark den 9. oktober 2009. Hovedrollen spilles af Bruce Willis.

## Medvirkende (udvalgt)
- Bruce Willis – Agent Tom Greer
- Radha Mitchell – Agent Jennifer Peters
- Rosamund Pike – Maggie Greer
- Ving Rhames – Profeten
- Boris Kodjoe – Agent Andrew Stone
- Jack Noseworthy – Miles Strickland
- James Cromwell – Dr. Lionel Canter
- Michael Cudlitz – Colonel Brendan